# Кралик, Иржи
Иржи Кралик (чеш. Jiří Králík; 11 апреля 1952, Злин, Чехословакия) — чехословацкий хоккеист, вратарь. В составе сборной Чехословакии двукратный участник Олимпийских игр, серебряный призёр Олимпийских игр 1984 года в Сараево, участник Кубка Канады 1981 года, чемпион мира 1985 года и трёхкратный серебряный призёр чемпионатов мира, двукратный чемпион Чехословакии (в составе йиглавской «Дуклы»).

## Биография

### Клубная карьера
Иржи Кралик начал свою карьеру в клубе «ТЕ Готвальдов». Дебютировал в составе основной команды в концовке сезона 1968/69 чемпионата Чехословакии. В 1976 году перешёл в армейскую команду «Дукла Йиглава», в составе которой стал чемпионом Чехословакии 1982 и 1983 годов. В 1983 году вернулся в «ТЕ Готвальдов», где провёл следующие 2 сезона. В 1985 году перебрался в Германию, где играл за «Розенхайм» на протяжении 2 лет. Завершил хоккейную карьеру в 1987 году. Кралик добился наибольших успехов своей карьеры после 30 лет. 6 мая 2010 года был принят в Зал славы чешского хоккея.

### Сборная
C 1975 по 1985 год играл за сборную Чехословакии. Участник ЧМЕ 1979, 1982, 1983, 1985 (33 матча), ЗОИ 1980 И 1984 (7 матчей), розыгрыша Кубка Канады (1 матч). Становился серебряным призёром Олимпийских игр 1984 года и чемпионатов мира 1979, 1982 и 1983 годов. Самым главным успехом в карьере стала золотая медаль чемпионата мира 1985 года, проходившего в Чехословакии. Был признан лучшим вратарём чемпионатов мира 1982 и 1985. В 1985 году также получил приз «Золотая клюшка» (лучший хоккеист года в Чехословакии). Был знаменосцем чехословацкой делегации на церемонии открытия Зимних Олимпийских игр 1984 года в Сараеве.

## Достижения

### Командные
- Серебряный призёр Олимпийских игр 1984
- Чемпион мира 1985
- Серебряный призёр чемпионата мира и Европы 1979, 1983
- Серебряный призер чемпионата мира 1982
- Серебряный призер чемпионата Европы 1985
- Бронзовый призер чемпионата Европы 1982
- Чемпион Чехословакии 1982 и 1983
- Серебряный призёр чемпионата Чехословакии 1977, 1979 и 1980
- Серебряный призёр чемпионата Европы среди юниоров 1970

### Личные
- Лучший вратарь чемпионата мира 1982 и 1985
- Обладатель «Золотой клюшки» ИИХФ (Лучший хоккеист Европы) 1985
- Обладатель «Золотой клюшки» лучшему хоккеисту Чехословакии 1985

## Статистика
Всего за карьеру сыграл 573 матча (чемпионат Чехословакии — 419 игр, сборная Чехословакии — 102 игры, чемпионат Германии — 52 игры).